# メインページ (携帯版)
ウィキペディアにようこそ! ウィキペディアはオープンコンテントの百科事典です。
- 注意 : 記事を編集するときのエラーを防ぐため、携帯電話からの編集はできないようになっています。編集したい方はパソコンからアクセスして下さい。また、端末によっては容量オーバーでページを最後まで表示できないことがあります。

《目次》

記事検索 | ウィキペディアについて | 今日は何の日? | ウィキメディア・プロジェクト
他のメインページ : 通常版 | 簡易版 | PDA版 | リンク版

## 記事検索
（戻る）

## ウィキペディアについて
フリー百科事典ウィキペディア日本語版の記事数：約1,455,444本
基本方針 - ガイドブック - コミュニティ・ポータル - 井戸端 - お問い合わせ - 寄付 - Help for non-Japanese
（戻る）

## 今日は何の日
今日は2025年（令和7年）3月19日（水）です。
- 天武天皇が律令制定を命ずる詔を発布（681年 - 天武天皇10年2月25日）
- 崖山の戦いで元により南宋が滅亡（1279年 - 祥興2年2月6日）
- 太平天国の乱：太平天国軍が江寧（南京）を陥落。「天京」と改称して首都とし、太平天国の王朝を樹立（1853年）
- 冥王星が初めて写真に捉えられるが、当時は惑星だと認識されず（1915年）
- 米上院がヴェルサイユ条約批准を否決（1920年）
- 第二次世界大戦：名古屋大空襲（1945年）
- 世界平和擁護大会常任委員会第3回総会で原爆禁止のストックホルム・アピールを採択（1950年）
- アルジェリア独立戦争が停戦（1962年）
- 欧州共同体6か国の変動相場制への移行が決定。スミソニアン体制崩壊（1973年）
- フォークランド紛争：サウスジョージア侵攻（1982年）
- イラク戦争：有志連合軍が開戦を宣言（2003年）

（戻る）

### 新しい記事
以下には、新しい記事の一部を表示しています。さらに情報を得たい場合は、リンクをクリックしてください。
- 旧小松川閘門は、東京都江戸川区小松川でかつて供用されていた閘門である。荒川と旧中川の合流地点に位置している。2018年に江戸川区内では初となる、また閘門としては唯一の東京都選定歴史的建造物として選定された。荒川と中川の両放水路開削の完了に伴い、……
- 小松川千本桜は、東京都江戸川区小松川の荒川沿いに並ぶ約2kmに渡る桜並木である。荒川のスーパー堤防整備に合わせて、南北約2キロに渡り1000本余りの桜が植栽。春には「小松川千本桜まつり」が開催される。区が植栽を進め2003年に完成。ソメイヨシノ、オオシマザクラ、ヤマザクラ等30種類の桜が咲き、……
- 朝鮮総督府庁舎は、日本統治時代の朝鮮において、大日本帝国の植民統治を施行した最高行政官庁である朝鮮総督府が使用した建物の総称。1910年から1945年までに各種の建物が建てられた。本項目では、朝鮮総督府と関連機関の管理のために建てられた住宅である朝鮮総督府官舎についても記述する。……
- 『くにのあゆみ』は、連合国軍占領下の日本において、文部省によって1946年に上下2巻が発行された国民学校用の国史教科書であり、国定教科書制の下での最後の歴史教科書のひとつであるとともに、戦後に作成、使用された最初の歴史教科書のひとつである。それまでの記紀神話に基づく記述から始まる内容に代え、……

（戻る）

### 秀逸な記事
Wikipedia:秀逸な記事に一覧がございます。
（戻る）

### 季節の話題
今日は何の日 - 最近の出来事 - 
- 春
- 黄砂
- 野焼き
- 菜の花
- 土筆
- 石垣島海開き
- 彼岸
- ぼたもち
- 牡丹
- 沈丁花
- プロ野球開幕
  - 詳細
- 大相撲春場所
  - 詳細

（戻る）

## ウィキメディア・プロジェクト
ウィキペディアは非営利団体、ウィキメディア財団によって運営されており、多言語展開しています。ウィキペディア以外にもいくつかのオープンコンテントなウィキプロジェクトがあります。
（戻る）

### 他言語版ウィキペディア
Dansk - Deutsch - English - Esperanto - Español - Français - Italiano - 日本語 - Nederlands - Polska - Português - 中文 - （全言語のリスト）
（戻る）

### 姉妹プロジェクト
メタウィキ - ウィクショナリー - ウィキブックス - ウィキクォート - ウィキソース - ウィキニュース
（戻る）

### 寄付
ウィキペディアは みなさまの寄付で支えられています。
よろしければご支援をお願いします。寄付金はコンピュータ機器の購入や新たなプロジェクトの運営に利用されます。
（戻る）